# Алмоез Али
Алмоез Али Заиналабидин Мухамед Абдулах (арап. المعز علي زين العابدين محمد عبد الله‎, Картум, 19. август 1996) је катарски фудбалер који тренутно наступа за катарски Ал Духаил. Са репрезентацијом Катара освојио је АФК азијски куп 2019. На овом турниру постигао је 9 голова, чиме је поставио рекорд за највише постигнутих голова на једном турниру азијског купа, а такође је био члан тима на Копа Америци 2019. и на Светском првенству 2022.